# Problepsis argentea
Problepsis argentea är en fjärilsart som beskrevs av W. Warren 1900. Problepsis argentea ingår i släktet Problepsis och familjen mätare. Inga underarter finns listade i Catalogue of Life.